# Platyphora
Platyphora es un género de insecto coleóptero de la familia Chrysomelidae.

## Especies
Las especies de este género son:
- Platyphora clara Daccordi, 1994
- Platyphora furthi Daccordi, 1994
- Platyphora guyana Daccordi, 1994
- Platyphora lesagei Daccordi, 1994
- Platyphora rileyi Daccordi, 1994
- Platyphora selva Daccordi, 1994
- Platyphora vidanoi Daccordi, 1994